# Zalagasper
zalagasper (до 26 мая 2019 года — Зала Краль и Гашпер Шантл, словен. Zala Kralj & Gašper Šantl) — словенский музыкальный дуэт из Марибора, который состоит из вокалистки Залы Краль и мультиинструменталиста Гашпера Шантла. Дуэт представлял Словению на песенном конкурсе «Евровидение-2019» в Тель-Авиве с песней «Sebi».
Дуэт был образован в 2018 году, после того, как Краль начала выполнять вокальные партии на некоторых песнях, написанных и спродюсированных Шантлем. Они выпустили синглы «Valovi», «Baloni» и «S teboi» в 2018 году, а уже в феврале 2019 года выпустили свой дебютный мини-альбом Štiri.
Во время первого полуфинала «Евровидения-2019», состоявшегося 14 мая, музыкантам удалось попасть в число десяти исполнителей, прошедших в финал, выведя в финал Словению в шестой раз с 2004 года. В финале пара заняла 15-е место.